# Caviphantes pseudosaxetorum
Caviphantes pseudosaxetorum là một loài nhện trong họ Linyphiidae.
Loài này thuộc chi Caviphantes. Caviphantes pseudosaxetorum được Jörg Wunderlich miêu tả năm 1979.